# Stagmomantis carolina
Stagmomantis carolina es una especie de mantis de la familia Mantidae. Las hembras miden de 47 a 60 mm y los machos alrededor de 54 mm. 

## Distribución geográfica
Se encuentra en Belice, Costa Rica, Guayana Francesa, Guatemala, Guyana, México, Nicaragua, Estados Unidos, Panamá, Trinidad y  Venezuela. Colombia

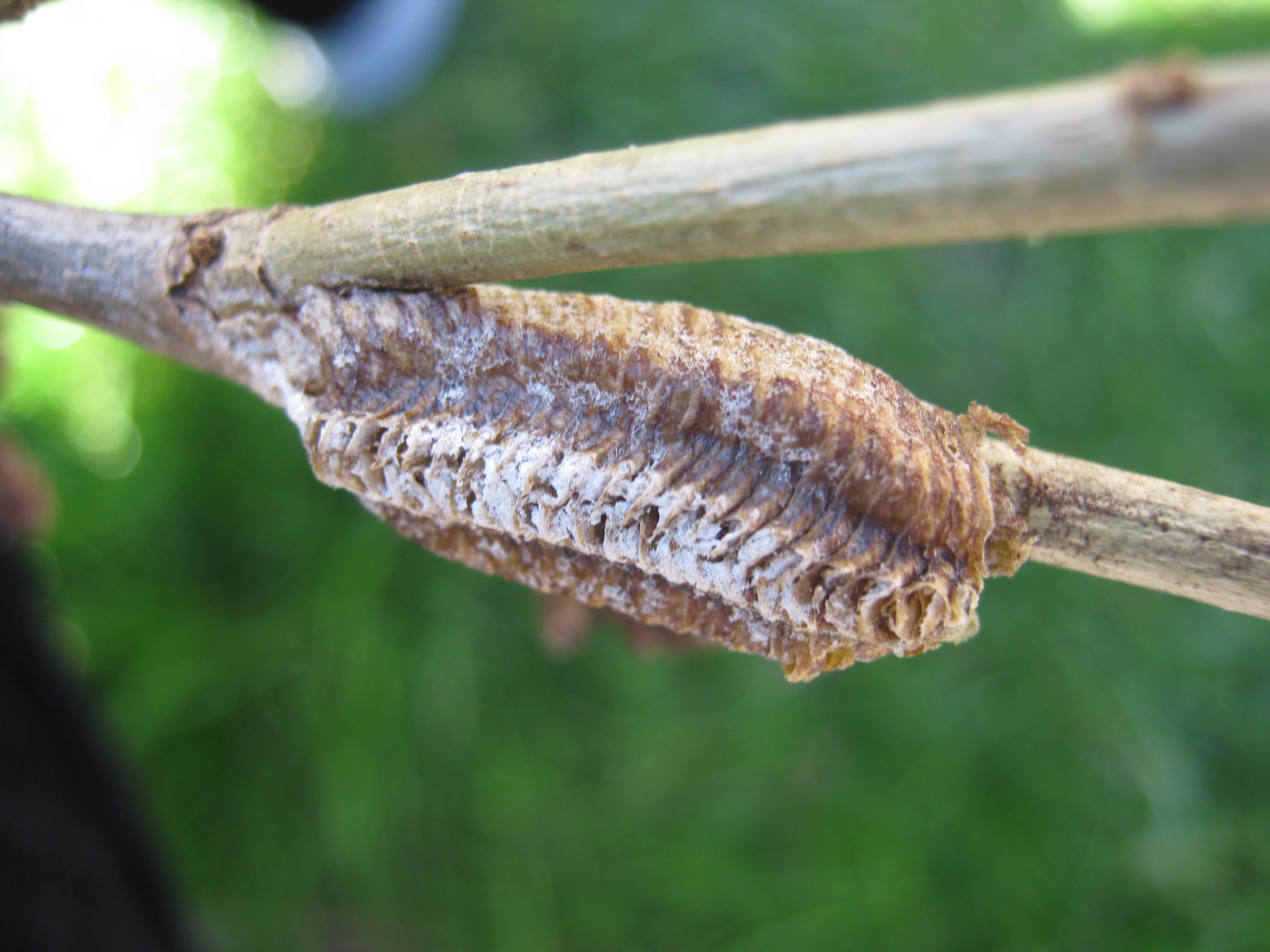
Ooteca